# Gare de Kitami (Hokkaidō)
La gare de Kitami (北見駅, Kitami-eki) est une gare ferroviaire située dans la ville de Kitami, à Hokkaidō au Japon. Elle est exploitée par la compagnie JR Hokkaido.

## Situation ferroviaire
La gare est située au point kilométrique (PK) 181,0 de la ligne principale Sekihoku.

## Historique
La gare est inaugurée le 25 septembre 1911.

## Service des voyageurs

### Accueil
La gare dispose d'un bâtiment voyageurs, avec guichets, ouvert tous les jours.

### Desserte
- Ligne principale Sekihoku :
  - voies 1 à 3 : direction Asahikawa ou Abashiri